# 沢村浩輔
沢村 浩輔（さわむら こうすけ、1967年 -）は、日本の小説家、推理作家。大阪府生まれ。阪南大学経済学部卒業。

## 略歴
2007年、短編「インディアン・サマー騒動記」（「夜の床屋」に改題）で東京創元社主催の第4回ミステリーズ!新人賞を受賞。受賞の前年には「『眠り姫』を売る男」で同賞の最終候補に残っている。これら2作を盛り込んだ連作短編集の『インディアン・サマー騒動記』（文庫化にあたり『夜の床屋』に改題）を2011年に刊行しデビューした。
寡作ながら、作品が本格ミステリ作家クラブ選の年刊アンソロジー『本格ミステリ09』に採用されるなど、その実力が評価されている。

## 作品リスト

### 単著
- インディアン・サマー騒動記（2011年3月 東京創元社 ミステリ・フロンティア）
  - 【改題】夜の床屋（2014年6月 創元推理文庫）
    - 収録作品
      - 「夜の床屋」（初出：『ミステリーズ! vol.25』） - 応募時タイトル「インディアン・サマー騒動記」を改題
      - 「空飛ぶ絨毯」（初出：『ミステリーズ!vol.28』）
      - 「ドッペルゲンガーを捜しにいこう」
      - 「葡萄荘のミラージュⅠ」
      - 「葡萄荘のミラージュⅡ」
      - 「『眠り姫』を売る男」
      - 「エピローグ」
- 北半球の南十字星（2015年1月 東京創元社 ミステリ・フロンティア）
  - 【改題】海賊島の殺人 (2018年7月 創元推理文庫)
- 週末探偵（2016年11月 文藝春秋）
- 時喰監獄（2019年7月 角川書店）

### アンソロジー
「」内が収録されている沢村浩輔の作品
- 本格ミステリ09 2009年本格短編ベスト・セレクション（2009年6月 講談社ノベルス）「空飛ぶ絨毯」
  - 【改題】空飛ぶモルグ街の研究（2013年1月 講談社文庫）

### 単行本未収録作品
- ユーレイ屋敷の人形遣い - 小説宝石2008年8月号
- イギリス麦畑の冒険 - 小説すばる2011年10月号